# Moema (Victor Meirelles)
Moema é uma pintura a óleo, de 1866, do pintor brasileiro Victor Meirelles. Ela retrata a personagem homônima do poema épico Caramuru (1781), de Santa Rita Durão. A obra não reproduz uma cena da produção literária, trata-se da interpretação de Meirelles acerca do destino da índia, que imerge nas águas após ser rejeitada por seu amado Caramuru.
Aparentemente a pintura foi feita sem encomenda e foi exposta pela primeira vez em 1866 na Academia Imperial de Belas Artes. Atualmente a tela faz parte do acervo do Museu de Arte de São Paulo, adquirida em 1947. Sob a presidência de Beatriz Pimenta Camargo, o museu obteve apoio para o restauro da tela, que é considerada um dos ícones de sua coleção.

## Composição

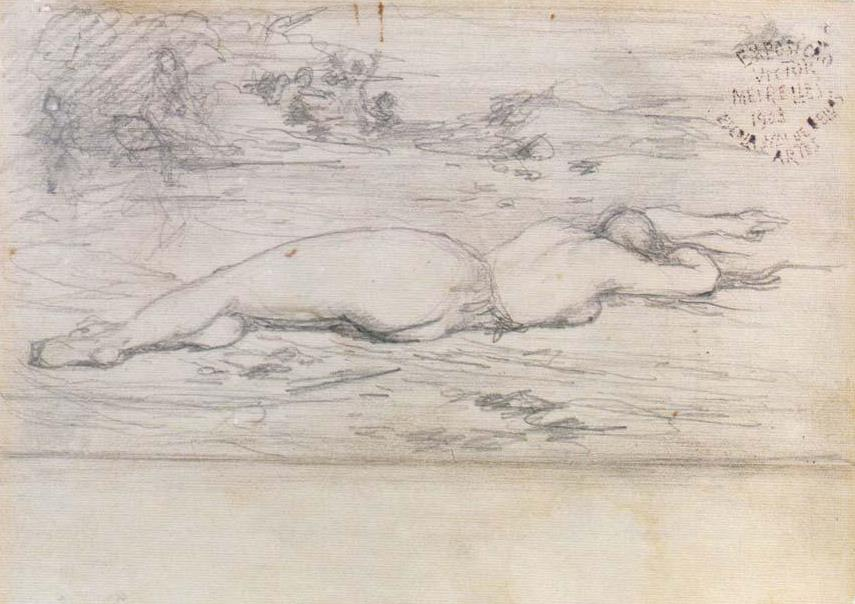
Desenho preparatório.

O corpo morto de Moema preenche o espaço inferior da tela e é o elemento central da composição. Em primeiro plano, a índia está quase completamente nua lançada à beira-mar. Ao fundo, a paisagem é composta por uma densa vegetação na qual há a presença de dois grupos indígenas. A paisagem é característica da fase madura de Meirelles, preenche todo o fundo da obra, quase invadindo o primeiro plano, o que dá unidade à cena e confere a ela maior veracidade histórica. Com tal composição, o quadro corresponde à tradição pictórica de nus estendidos sobre paisagens naturais, sendo seus corpos sempre idealizados e retratados adormecidos ou mortos, respeitando a moralidade da época.
Moema está, em pose delicada, com o rosto e o corpo voltados para cima, este último levemente inclinado para o observador, sem torções acentuadas. A mão direita está sobre seu ventre, com certa tensão nas dobras dos dedos, enquanto seu braço esquerdo está estendido sobre a areia, suas pernas também estendidas, estão unidas. A índia está coberta apenas por uma tanga de penas partida, dando-lhe certa conotação sexual, assim como o movimento de sinuosidade desenhado pelo seu corpo e a luz que incide sobre ele. A índia não parece estar morta, apenas adormecida, dada a feição serena de sua face, a falta de palidez da pele e a disposição dos cabelos castanhos longos e ramificados que não parecem de uma afogada.

O corpo da personagem é um tipo ideal, seguindo os princípios românticos. Trata-se de uma figura marmórea, com a cor local, pele morena, cabelos negros e lisos. Ela corresponde ao imaginário brasileiro da época, à tentativa de construção de uma nacionalidade pautada na exaltação da figura da indígena e na sua heroicização.

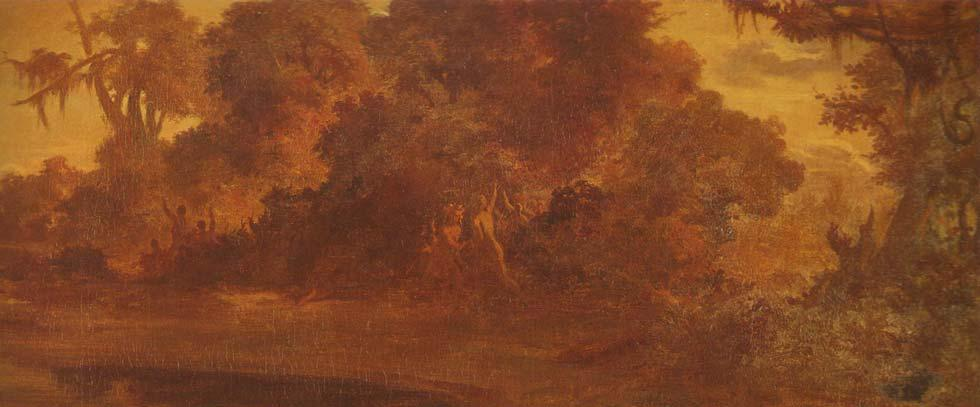
Detalhe da paisagem, no quadro.

Os grupos indígenas, presentes em meio à natureza, acentuam o drama da cena. O primeiro deles, mais ao fundo, acena em direção a um pequeno ponto na linha do horizonte, interpretado como sendo a embarcação de Diogo Álvares. E o outro grupo olha em direção à Moema, na iminência de resgatá-la. Um dos indígenas apresenta expressão de desespero.
A paisagem representa o mundo real e físico, a porção carnal da índia assim como sua alma, representados pela praia deserta e o cenário de nuvens. O cenário surge como uma continuação da tranquilidade proveniente da morte da personagem e a integração de seu corpo com a natureza, a “ordem do Criador”.
A obra apresenta características clássicas e barrocas. As cores claras, a luz incidindo pela paisagem por igual, a fusão entre as cores do chão e da paisagem e a pouca valorização da linha são elementos do Barroco. Enquanto que a figura da índia é totalmente pautada em elementos clássicos. Seu corpo e rosto apresentam grande precisão nos contornos e há graduação de luz, dando a sensação de que se pode apalpá-la característica importante para lhe conferir o desejado aspecto sedutor.

### Desenho preparatório
O desenho preparatório da obra feito por Meirelles apresenta algumas diferenças da produção final. No esboço, a índia está com o busto e o rostos virados para baixo e os braços estendidos em direção ao mar, logo à sua frente, assim como sua cabeça, interpretado como a tentativa de alcançar o navio de Diogo Álvares. Da altura da cintura até seus pés está com o corpo de lado, deixando expostas uma de suas pernas e suas nádegas. Nessa versão há a impressão de que o artista pretendia, ao mesmo tempo, esconder e revelar a nudez de Moema. O agrupamento de indígenas recebe mais destaque do que na tela.

## Contexto
A emancipação política, em 1822, teve suas particularidades que implicaram em todo o desenvolvimento da nação pós independência. O país tornou-se uma monarquia americana circundada por repúblicas, o que exigiu do Império uma necessidade de se afirmar politicamente, diante dos países vizinhos, e criar uma identidade nacional para sua população.
Desse modo, em menos de cinco anos o governo criou uma série de instituições que pudessem legitimar esse plano de formação nacional: duas faculdades de direito, uma em Recife (PE) e outra em São Paulo (SP), a reformulação das Escolas de Medicina, o Instituto Histórico e Geográfico Brasileiro (IHGB), a Academia Imperial de Belas Artes (AIBA), e um estabelecimento dedicado à produção literária. O intuito era criar um corpo de leis, uma nação sadia, dar cultura à população e dar criar uma história nacional por meio da arte.
Nesse período a natureza surge como emblema da nação, rompendo com a tradição europeia. São adotados temas próprios do país: a natureza e o índio. As representações eram idealizadas, no intuito de se construir um passado heroico e anular a figura do negro, que marcava a história do país, um dos únicos a manter o regime de escravidão.

### Academia Imperial de Belas Artes
Em 1826 o governo de D. João VI funda a Academia Imperial de Belas Artes. Instituição que surgiu para formar o ideário de nação do século XIX e da qual fez parte Victor Meirelles. A ideia era trazer a civilização ao país por meio das artes plásticas. Antes da Academia, a produção nacional se baseava no estilo Barroco de Portugal. 
Para concretizar o plano da criação de uma arte nacional formou-se, a pedido de D. João, a missão artística francesa, na qual foram trazidos ao Brasil mestres das artes plásticas para formar artistas brasileiros, e fundar a Academia. A escola seria a grande responsável por uma transformação radical das belas artes do país, aos poucos o Barroco foi substituído pelo Neoclássico. A produção da Academia se concentrava em representações de eventos grandiosos assim como no registro da nacionalidade. A exaltação do exótico, de uma natureza icônica e do indígena romântico tornaram-se marcas pictóricas da escola.
Em 1854, Manuel de Araújo Porto-Alegre assume a direção da instituição, acaba com um patrimonialismo vigente e há uma abertura para que novos artistas brasileiros passem a assumir posições de destaque nela, sendo os principais: Victor Meirelles, Pedro Américo e João Zeferino da Costa. Suas obras revelam a busca de legitimação dentro da Academia por meio de suas representações históricas e a própria busca da Academia por pintores que pudessem ser instrumento oficial de exaltação da nação.

### Formação do pintor
Victor Meirelles iniciou sua formação artística aos 14 anos na Academia. Aos 21 anos ganha uma bolsa para formação na Europa, para onde parte em 1854. Inicialmente o pintor ficou em Roma e posteriormente foi para Paris. A experiência internacional lhe garantiu o contato com diferentes técnicas que ainda não haviam chegado ao Brasil, por exemplo as influências do romantismo, que cria raízes na Academia por meio de produção com temáticas indianistas e naturalistas. Meirelles era um dos principais nomes vinculados ao projeto de construção nacional por meio das artes.

### Caramuru
Poema épico de José Santa Rita Durão, publicado em 1781, Caramuru foi escrito como um presente ao Reino de Portugal. O autor queria que sua produção se tornasse um “hino à façanha civilizatória”. A obra é baseada na história de Diogo Álvares Correia, Caramuru, um náufrago português que viveu entre indígenas na costa da Bahia durante quatro décadas. Os elementos fundamentais da obra giram em torno da exploração da relação entre colonizador e colonizados, representados pela figura do português Caramuru e as índias Paraguaçu e Moema. A partir desses, a obra trata da política colonial assim como da visão do homem branco sobre a cultura indígena.
À época em que foi publicada a obra não conseguiu cumprir seu objetivo e não recebeu a atenção do Rei. Apenas quarenta anos depois, em 1822, com a independência política do Brasil, enxergou-se a necessidade da criação de uma identidade e de moralização do país. A obra de Durão apresenta fortemente características moralizantes, que serão utilizadas no processo de constituição de uma nação.
Acredita-se que a índia Moema tenha sido inventada por Durão, personificando todas as índias que foram rejeitadas por Caramuru. Sua figura se vinculou ao imaginário brasileiro como uma figura mítica que se confunde com a história. No poema, a personagem tem uma presença pontual, surge e desaparece nas águas no canto VI. A relevância que lhe é atribuída atualmente surge, posteriormente, pela crítica literária.
Antonio Candido analisa a relação entre Diogo, Paraguaçu e Moema. Diogo e Paraguaçu representam a miscigenação ideal, ele é o colonizador europeu que acaba se identificando com os nativos. E ela, apesar de índia, apresenta características europeias, não gosta de expor seu corpo como as outras fazem, e abraça a fé católica. Dessa maneira, Diogo afogaria as índias que não se encaixam no processo civilizatório, personificadas por Moema.

## Análise
Meirelles consegue captar com exatidão a cena que não faz parte da história do livro. Na obra literária, Moema apenas sorve nas águas e não é mais citada, o autor deu ao seu corpo a personificação da morte como fuga, evocando a sensibilidade romântica. A solidão em que se encontra aumenta a melancolia e infelicidade da cena. Ela não é impetuosa como quer nos mostrar Durão, Meirelles apresenta Moema como vítima da colonização e do amor pelo homem branco.
A pintura, junto com “Primeira Missa no Brasil” (Meirelles, 1859), inaugura o ciclo indianista das artes plásticas no país. O quadro é um marco do estilo e passou a ditar seus elementos substanciais: a beleza idealizada em harmonia com a natureza. Foi de suma importância para estabelecer o conceito preterido pela AIBA de engrandecimento da pátria por meio da figura do índio, a obra simboliza o auge da busca da Academia pela representação do “bom selvagem” e da natureza imaculada. O próprio corpo da índia se revela enquanto construção imaginária de um espaço de civilização.
A tela é o último nu de Victor Meirelles, e nela o autor busca representar, além de sua beleza física, sua beleza moral. Os elementos da obra são pensados visando a emoção do espectador, ideal estético da arte que chega ao Brasil décadas após sua implementação no continente Europeu. Moema é icônica também por não ser uma cópia realista dos tipos indígenas, ela é, na realidade, a materialização dos anseios da civilização brasileira, se desloca do cotidiano banal e é colocada na posição de heroína.
Para Miyoshi (2010) sua importância é equivalente às históricas “Primeira missa no Brasil” (Meirelles, 1859) e “Batalha dos Guarapes” (Meirelles, 1879). A pintura inaugurou um motivo artístico no país, não se tem registro de pinturas ou esculturas de índias nuas e mortas e grandes dimensões, já posteriores à Moema existem várias representações.

## Recepção
A primeira exposição de Moema ao público não gerou muita repercussão na época, a imprensa mal se pronunciou. Rangel S. Paio, autor e amigo de Victor Meirelles, em relato publicado no ano de 1880, justifica o comportamento da classe jornalística, analisa que, na época em que a pintura foi apresentada, as artes plásticas não recebiam da imprensa a mesma importância dada à literatura e aos espetáculos. A própria exibição do quadro foi praticamente restrita aos que pertenciam ao círculo das belas artes, dentre esses o sucesso foi notável.
O Conselheiro Tomaz Gomes dos Santos, diretor da Academia Imperial de Belas Artes, declarou:
| “ | Nenhuma das exposições da Academia tem sido visitada por tão avultada concorrência de espectadores: durante quinze dias, perto de mil pessoas circulavam quotidianamente em nossas galerias, examinavam as obras de arte e se congratulavam com os artistas expositores. | ” |

Sobre a obra Santos fez a seguinte consideração:
| “ | Obra de maior valor, pois que reúne em grau muito subido todas as qualidades da grande pintura, é a Moema do Sr. Vitor Meireles de Lima. Desenho, colorido, transparência aérea, efeitos de luz, perspectiva, exata imitação da natureza em seus mais belos aspectos, elevam esta composição magistral à categoria de um original de grande preço. O assunto, todo nacional, é uma das nossas lendas mais tocantes [...] Moema sela a reputação do mestre, que despontara brilhante à sua estréia, na segunda missa celebrada no Brasil. | ” |

A produção e o próprio Meirelles receberam igualmente elogios do barão Homem de Mello:
| “ | O Sr. Vitor Meireles é um artista feito, que fixou definitivamente o seu estilo, a sua maneira última. Seu desenho é de uma pureza irrepreensível, sem essa dureza escultural, que tira toda a ação e mobilidade às figuras de um quadro de história. Seu colorido é brilhante, mas acentuado com perfeita gradação de tons e com essa feliz sobriedade, que é o segredo da verdadeira superioridade artística. | ” |

Nos jornais da época, segundo pesquisa feita por Alexander Gaiotto Miyoshi, foram dedicadas poucas críticas à exposição, Gaiotto encontrou apenas cinco. O periódico Semana Illustrada cita Moema em um artigo:
| “ | A exposição deste anno tem muito poucos trabalhos que mereção distincção. Entrar n’uma analyse não é para uma folha de tão pequeno formato; por isso fallaremos só por alto. Dignos de louvor e apreço são a Moema do Sr. Victor Meirelles de Lima, algumas paisagens do Sr. Pacheco [...] | ” |

A segunda apresentação de Moema ao público gerou comportamento diferente, atribui-se a isso o fato de estar atrelada a um evento de relevância, a II Exposição Nacional de Produtos, a qual foi responsável pela presença de um público maior e mais diversificado. A imprensa também deu maior atenção a obra, com comentários um tanto irônicos. O Semana Illustrada, ao analisar a composição do quadro, classifica tudo como “um tanto seco, mesmo diante da quantidade de água”. E o A Pacotilha critica o fato da obra estar sendo reapresentada.
Por último, destaca-se o relato publicado no Diário do Rio de Janeiro, escrita pelo Conde de La Hure destinada a Machado de Assis, que na época escrevia para a publicação. Nela, o conde refere-se a Moema como um quadro brilhante, ressalta o desenho, tido por ele como belo, e a pintura, que achou perfeita.
Passada a estreia de Moema, em 1880, Rangel S. Paio apresentou considerações acerca do quadro em um livro dedicado ao debate de qual obra seria a melhor, Batalha dos Guarapes (Meirelles, 1879) ou Batalha do Avaí (Américo, 1879). Em postura considerada polêmica, S. Paio atribui à Moema o título de melhor obra do pintor, opondo a todos que o atribuíam à A Primeira Missa no Brasil (1861). Declarou:
| “ | Nunca pude contempla-lo sem sentir-me cheio de arroubo, pois para mim é elle o mais perfeito modelo do que deve ser a arte; elle constitue o que eu chamo um producto idéo-realista. É opinião geral, e deve ser a verdadeira, que a Moema não póde competir com os outros quadros de Victor Meirelles, e até mesmo o numero de seus admiradores é menor; pois eu gosto da Moema sobre todos os outros seus irmãos [...] | ” |